# Abraxas plurifasciata
Abraxas plurifasciata är en fjärilsart som beskrevs av Rayner 1920. Abraxas plurifasciata ingår i släktet Abraxas och familjen mätare. Inga underarter finns listade i Catalogue of Life.